# Auxine
L’auxine est une phytohormone de croissance végétale indispensable au développement des plantes. Elle joue un rôle majeur dans le contrôle de leur croissance. Elle intervient dès les premiers stades de l'embryogenèse puis contrôle aussi bien l'organisation du méristème apical (phyllotaxie) et la ramification des parties aériennes de la plante (dominance apicale), que la formation de la racine principale, l'initiation des racines latérales et des racines adventives (rhizogénèse). L'auxine intervient également dans les tropismes en réponse à la gravité (gravitropisme) ou à la lumière (phototropisme). Ces multiples effets à l'échelle de la plante résultent du contrôle qu'elle exerce sur la division cellulaire, l'élongation cellulaire et certaines étapes de différenciation.
Le terme d’auxine a été étendu à un ensemble de substances naturelles aux propriétés analogues, ainsi qu’à des hormones de synthèse. On parle ainsi des auxines fongiques — qui jouent notamment un rôle dans la production des ectomycorhizes,,.
Le terme a été formé sur le grec ancien auxein, croître.

## Biosynthèse

Acide indole 3-acétique.

Sur le plan chimique, c’est l’acide indole 3-acétique ou AIA, un acide faible qui peut facilement se dissocier.
L’auxine est synthétisée majoritairement à partir du tryptophane mais aussi à partir de l'acide chorismique à l’extrémité des tiges (dans l’apex), et dans le méristème des bourgeons terminaux.

### Synthèse à partir du tryptophane
Il y a deux voies de biosynthèse comportant chacune deux étapes.
- Première possibilité :
  - décarboxylation : tryptophane → tryptamine + CO2 (tryptophane décarboxylase)
  - désamination : tryptamine + O → acide indole-acétaldéhyde + NH3 (tryptamine oxydase)
- Deuxième possibilité :
  - désamination : tryptophane + O → acide indole-pyruvique + NH3 (transaminase)
  - décarboxylation : acide indole-pyruvique → acide indole-acétaldéhyde + CO2 (indole-pyruvique décarboxylase)

Puis l’acide indole-acétaldéhyde est transformé en acide indole-acétique (AIA, auxine) (indole-acétaldéhyde déshydrogénase)

### Synthèse à partir de l'acide chorismique
L'acide chorismique est transformé en acide indole-pyruvique, puis en acide indole-acétique par décarboxylation comme dans la voie de biosynthèse à partir du tryptophane.

## Effets sur la plante

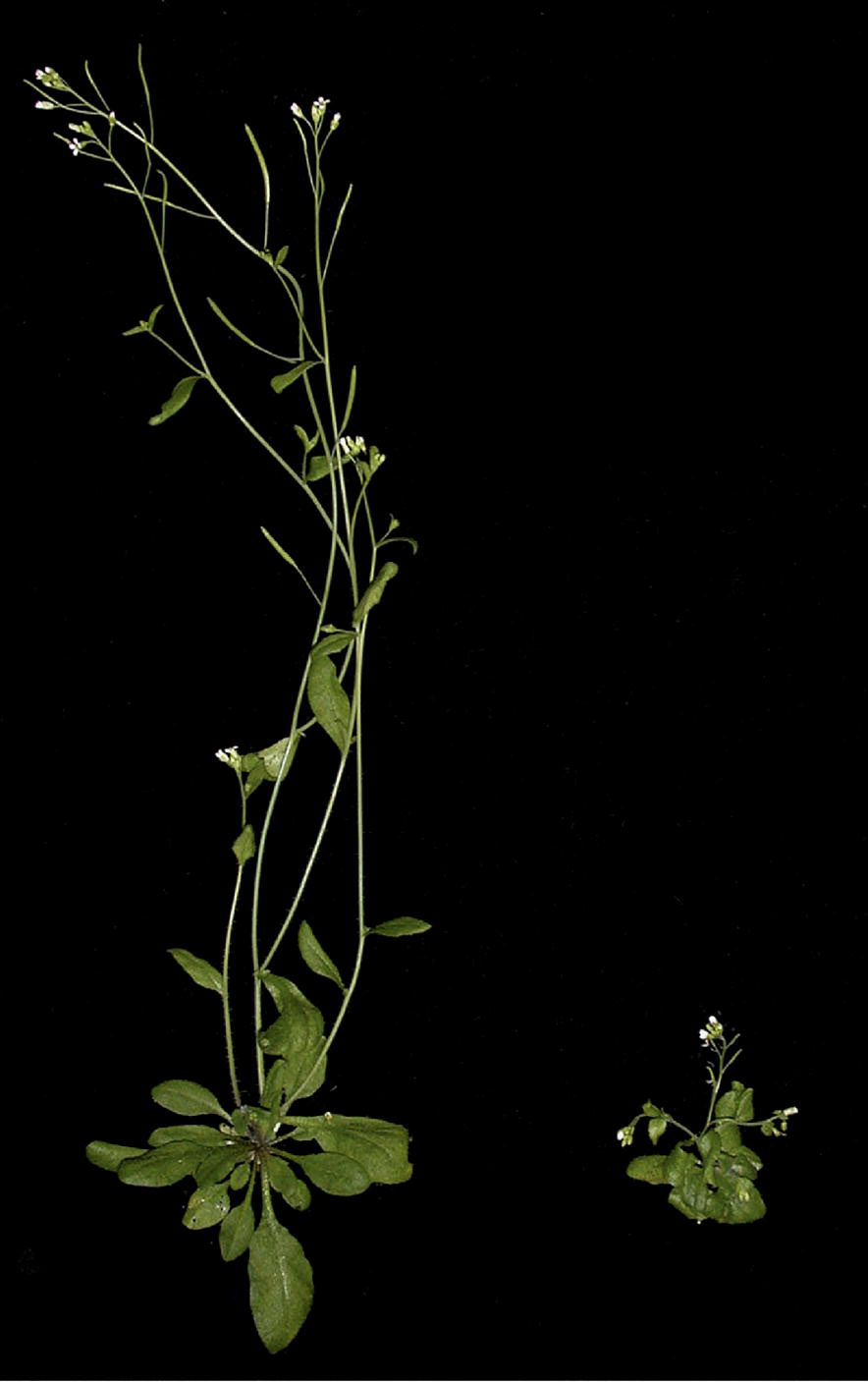
Plante sauvage (gauche), mutant au niveau de la transduction de signaux d’auxine (axr2, droite) (Gray, 2004).

Les rôles de l’auxine sont nombreux. Son action dépend très fortement à la fois de sa concentration et du tissu sur lequel elle agit. Par exemple, une même concentration peut inhiber le développement d’un bourgeon alors qu’elle favorisera l’élongation d’une tige.
Selon les plantes, une même concentration sur un même organe peut entraîner des conséquences différentes. Par exemple, l’auxine stimule la croissance du limbe des monocotylédones alors qu’elle inhibe celle des dicotylédones.
L’auxine a aussi une action cambiostimulante et est responsable du phototropisme.

### Élongation cellulaire
Elle favorise la croissance en longueur en agissant sur l’élongation cellulaire ou auxèse.
Ce mode d’action de l’auxine est relativement bien connu. 
L’auxine ne pénètre pas dans les cellules mais agit via une protéine G qui par l’activation de l’adénylate cyclase fait augmenter la concentration intracellulaire en ions Ca2+ et en AMPc ce qui active une cascade de réactions (notamment celle des MAP, Mitogen Activating Protein) stimulant la division cellulaire mais aussi l’activation et la production de pompes à protons. Ces pompes expulsent des protons dans le milieu extracellulaire ce qui fait diminuer le pH dans la paroi et augmenter le potentiel de membrane (la tension entre les deux côtés de la membrane est plus forte). Il s’agit de l’hypothèse vérifiée « de la croissance acidodépendante ».
L’acidification de la paroi a pour conséquence d’activer les expansines (protéine non enzymatique) qui coupent les liaisons hydrogène (non covalente) entre les microfibrilles de cellulose et d’autres composants de la paroi cellulaire. L’armature de cellulose se relâche et les polysaccharides de connexion sont séparés, grâce aux enzymes de la paroi cellulaire qui peuvent y accéder plus facilement. La paroi devient plus extensible. L’efflux des protons favorise aussi l’entrée d’ions potassium qui vont, par un mécanisme d’osmose, induire l’entrée d’eau dans la cellule, d’où une augmentation de la pression de turgescence qui s’applique sur la totalité de la paroi par l’intermédiaire du cytoplasme. La cellule peut alors « s’étirer ».
Tous ces facteurs concourent à l’allongement cellulaire lorsque la pression de la turgescence dépasse l’élasticité de la paroi végétale.

### Phototropisme
L’auxine joue également un rôle dans le phototropisme positif des tiges. Un éclairement dissymétrique de la tige entraîne une migration latérale de l’auxine du côté éclairé vers le côté sombre via des transporteurs PIN. Celle-ci favorisant la croissance, le côté sombre grandit plus vite et la tige se tourne alors vers la lumière, d’où le qualificatif de phototropisme positif.

### Contrôle de la dominance apicale
En synergie avec les cytokinines, elle participe à la néoformation des bourgeons. En revanche elle s’oppose à leur débourrement : c’est le principe de la dominance apicale.
Le bourgeon apical profite de sa position haute pour dominer les bourgeons latéraux. Il synthétise de l’auxine (apex) qu’il évacue via le phloème. Les bourgeons sous-jacents subissent alors des concentrations en auxine trop fortes qui sont inhibitrices.

### Formation des racines latérales
L’auxine joue aussi des rôles dans l’organogenèse. 
Elle agit à forte concentration (de l’ordre de 10-5 g/L) sur la rhizogenèse, favorisant l’apparition de racines sur les boutures. L'auxine joue notamment un rôle dans la réponse différenciée des racines aux gradients d'humidité du sol, contribuant à la capacité du système racinaire à se diriger et à produire des radicelles vers les zones de sols plus riches en eau disponible
Une forte concentration en auxine permet la mise en route des gènes impliqués dans l’initiation des méristèmes racinaires latéraux. Toutefois, si la teneur en auxine reste forte, la croissance racinaire sera ralentie.
Ainsi, une forte concentration en auxine favorise l’élongation d’une tige alors qu’une plus faible concentration ne favorise pas cette croissance et favorise cette fois la rhizogenèse et la croissance racinaire.

### Développement des fruits
Si on retire une partie des akènes en développement, alors le fruit se développe mal. L’ajout d’auxine rétablit un développement normal du fruit. Exemple : la fraise.
L’action de l’auxine est très importante dans l’induction florale.
L’action de cette hormone issue des apex, bourgeons terminaux, est contrecarrée par les gibbérellines venues des racines.
Un rameau fructifère est un végétal où l’action de l’auxine est suffisamment forte pour produire l’induction florale ou pour l’avoir produite. Le cas du greffon de pêcher qui fleurit l’année de la greffe s’explique ainsi.
Les plants de semis, vigoureux, tout en bois et racines, ont une physiologie où dominent gibbérellines et cytokinines.

### Transport
Le transport d'auxine se fait de manière unidirectionnelle, polaire et basipède à une vitesse de 5 à 20 cm/h et a lieu dans les tissus parenchymateux des tiges et des feuilles.
Le transport de l'acide indole-3-acétique (AIA) à travers les cellules peut être expliqué par le modèle chimio-osmotique. Ce modèle est basé sur le fait que le pH dans les parois (pH 5) est plus faible que celui dans les cellules (pH 7), cela étant dû à des ATPases qui sont chargées d'acidifier les parois. Il en résulte que l'AIA (pka=4,75) est protoné dans les parois et déprotoné dans le cytosol. Lorsqu'il est protoné, il peut diffuser librement selon son gradient électrochimique à travers la membrane cytoplasmique. Il peut également entrer dans la cellule via des perméases en utilisant le gradient de protons créé précédemment (transport actif secondaire). Lorsqu'il entre dans la cellule, l'AIA se déprotone. Pour continuer à se déplacer à travers la cellule, il va cette fois-ci utiliser un transporteur spécifique. Arrivé dans la paroi, l'AIA se reprotone et le mécanisme recommence.

## Mode d'action
L'auxine contrôle l'expression des gènes, au cours du développement des plantes, grâce à une interaction combinatoire entre de nombreuses protéines médiatrices et les différents motifs de l'ADN sur lesquels elles se lient. Ces facteurs de transcription ou auxin response factors (ARF) sont au nombre de 23 chez l'Arabette des dames. Certains activent et d'autres répriment l'expression, entrant ainsi en compétition, et ils ont plus ou moins d'appétence pour tels ou tels promoteurs, l'effet d'un ARF (activateur ou répresseur) pouvant même changer en fonction des sites de liaison présents sur le promoteur : c'est la composition du cocktail d'ARF qui détermine l'effet de l'auxine sur tel ou tel gène,.

## Utilisations

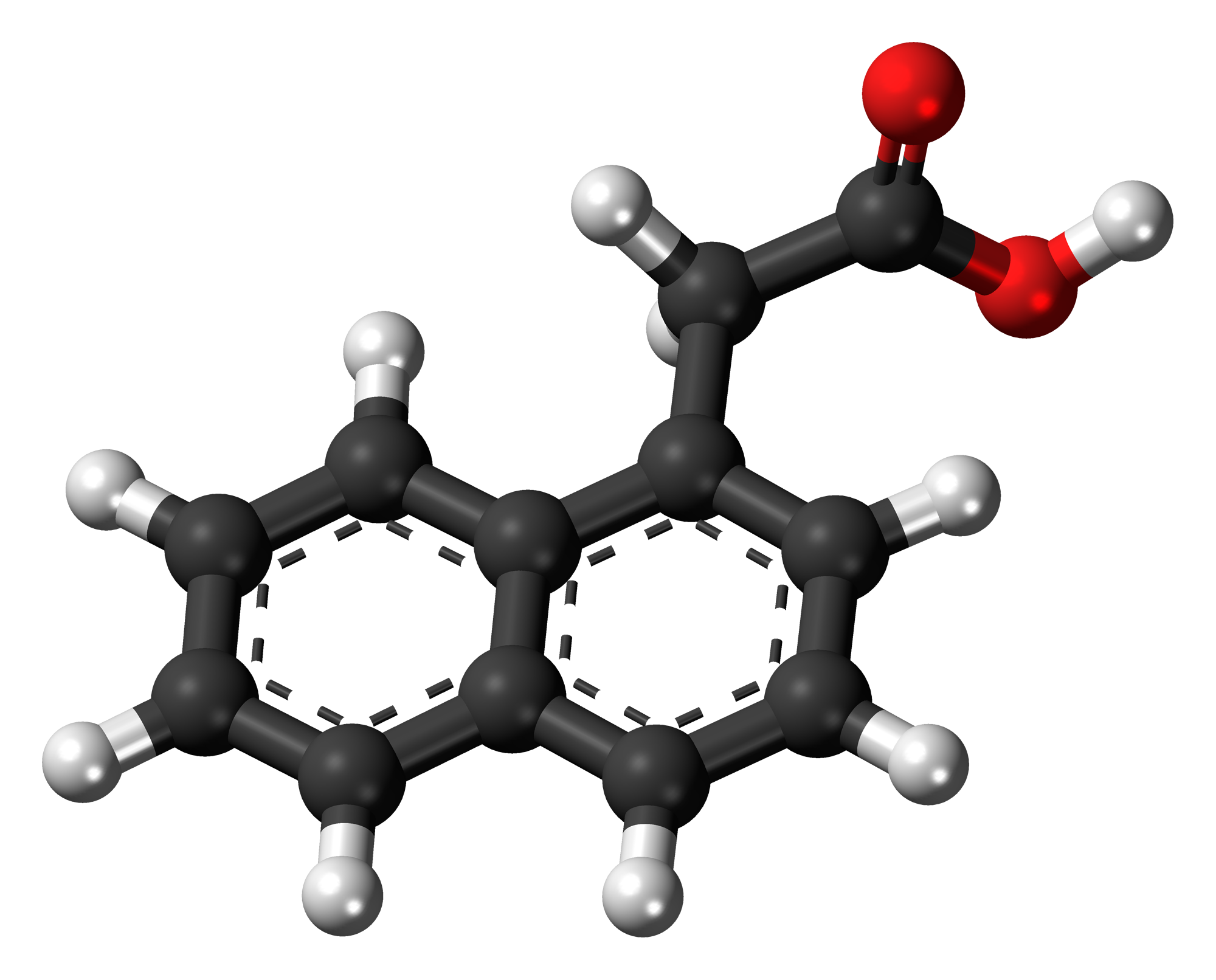
Représentation de l'acide naphtalène acétique.

L’auxine de synthèse la plus utilisée est l’acide naphtalène acétique (en). L’utilisation principale est le traitement local des boutures, on la trouve sous la dénomination hormone de bouturage. Elle a remplacé petit à petit l'utilisation de l'eau de saule qui n'est pas une hormone mais de l'acide salycilique.
L’auxine a un rôle déterminant dans les biotechnologies végétales, elle permet par exemple le développement des fruits sans fécondation (comme la banane qui est un fruit parthénocarpique). On le trouve dans des produits divers tels que la cannelle, l'oignon rouge, l'aloe vera, le dentifrice, les germes de lentille, les infusions de tiges de ronce, l'ail, le citron vert, les feuilles de chayottes et les radicelles d'avoine ou de blé.